# Gran Premio del Brasile 2013
Il Gran Premio del Brasile 2013 si è corso domenica 24 novembre 2013 sul circuito di Interlagos, in Brasile, diciannovesima e ultima prova della stagione 2013 del campionato mondiale di Formula 1. La gara è stata vinta dal tedesco Sebastian Vettel su Red Bull Racing-Renault, al suo trentanovesimo successo nel mondiale. Vettel ha preceduto sul traguardo il suo compagno di squadra Mark Webber e Fernando Alonso su Ferrari.
Inoltre è stata l'ultima gara in F1 per lo stesso Webber, Heikki Kovalainen, Charles Pic e Giedo van der Garde.
Sebastian Vettel ha ottenuto la sua nona vittoria consecutiva, eguagliando il record appartenente ad Alberto Ascari. Il tedesco ha anche ottenuto la sua tredicesima vittoria stagionale, eguagliando anche in questo caso il record detenuto da Michael Schumacher, fatto segnare nel 2004.
Il gran premio è stato premiato col Race Promoters' Trophy quale gara meglio organizzata nella stagione. Il Gran Premio del Brasile era già stato premiato per l'edizione del 2006.

## Vigilia

### Aspetti tecnici
Per questa gara la Pirelli, fornitrice unica degli pneumatici, ha annunciato l'impiego di gomme medie e gomme dure. La casa italiana ha anche annunciato che farà testare, nelle prove libere, gli pneumatici ideati per la stagione 2014. La Pirelli, comunque, non ha ancora raggiunto un accordo con la FIA in merito alla fornitura per il 2014.
Sul tracciato, nella zona della S do Senna, sono state incise delle scanalature sull'asfalto, soluzione già adottata dal Circuito di Spa-Francorchamps, al fine di garantire un migliore drenaggio in caso di pioggia.
La FIA ha deciso per questo Gran Premio di raddoppiare le zone ove potrà essere usato il Drag Reduction System: oltre alla Reta Oposta, da questa stagione il meccanismo potrà essere impiegato anche sul rettifilo d'arrivo.
Il Gran Premio è l'ultima gara in cui, sulle monoposto, sono montati motori da 2 400 cm³ con architettura V8. Il loro utilizzo era stato reso obbligatorio dalla stagione 2007, mentre nel 2006 avevano ancora convissuto con motori da 3 000 cm³ V10. Dalla stagione 2014 il regolamento tecnico prevede la reintroduzione di motori turbo V6 da 1 600 cm³.

### Aspetti sportivi
La gara è l'ultima in Formula 1 per il pilota australiano Mark Webber che ha annunciato, nel giugno 2013, il suo passaggio alle gare di durata con la Porsche. L'australiano, che ha esordito nel Gran Premio d'Australia 2002 con la Minardi, ha disputato 215 gran premi validi per il campionato mondiale di F1, oltre che con la scuderia faentina anche con Jaguar, Williams e Red Bull, erede, appunto, della Jaguar. Ha ottenuto 9 vittorie, 13 pole position, 18 giri veloci, 41 podi e un complesso di 1029,50 punti. È giunto terzo nella classifica piloti nel 2010, 2011 e nel 2013.
Felipe Massa disputerà il suo ultimo Gran Premio di F1 per la Scuderia Ferrari; il brasiliano, che proseguirà nel mondiale con la Williams, ha corso 139 gran premi per la scuderia di Maranello (dal 2006) conquistando 11 vittorie, 15 pole, 14 giri veloci e sfiorato il titolo nel 2008.
L'ex pilota britannico Mark Blundell è nominato dalla FIA commissario aggiunto per questo Gran Premio. Blundell aveva già svolto, quest'anno, in due occasioni questa funzione, l'ultima al Gran Premio di Spagna.
Nella prima sessione di prove libere il russo Daniil Kvjat ha sostituito Daniel Ricciardo alla Scuderia Toro Rosso, mentre Rodolfo González ha preso il posto di Max Chilton alla Marussia e James Calado quello di Paul di Resta alla Force India.

## Prove

### Resoconto
La prima sessione del venerdì è stata caratterizzata da pioggia intermittente. Il pilota più rapido è stato Nico Rosberg, su Mercedes, che ha ottenuto il suo miglior tempo utilizzando gomme intermedie. Al secondo posto ha chiuso il compagno di team Lewis Hamilton, mentre terzo si è classificato Sebastian Vettel, che ha affrontato la pista solo nei minuti finali della sessione. La scivolosità del tracciato ha provocato molti errori nella guida dei piloti.
La pioggia ha influenzato anche la sessione pomeridiana del venerdì. Anche in questa seconda sessione il pilota più veloce si è confermato Nico Rosberg, che ha preceduto le due Red Bull Racing. La sessione si è animata solo negli ultimi minuti quando, un calo delle precipitazioni, ha consentito ai piloti di montare gomme intermedie. Rosberg aveva comunque testato anche le gomme da bagnato, nella prima parte della stessa.
Anche al sabato la pioggia condiziona lo svolgimento della sessione di prove libere. L'intensità delle precipitazioni è calata nell'ultimo quarto d'ora, consentendo ai piloti di montare gomme intermedie. Il più veloce è stato Mark Webber, che ha preceduto le due Lotus di Romain Grosjean ed Heikki Kovalainen. L'altro pilota della Red Bull Racing, Sebastian Vettel, ha compiuto solo quattro giri, con gomme da pioggia, e non ha affrontato la pista, nell'ultima parte della sessione, risultando così solo diciassettesimo. A causa del ridotto numero di treni di gomme da pieno bagnato a disposizione, molte scuderie hanno preferito far effettuare un ridotto numero di giri ai propri piloti, tanto che Jenson Button, Nico Rosberg e le due Ferrari non hanno fatto segnare tempi validi.
Max Chilton ed Esteban Gutiérrez hanno subito delle reprimende da parte dei commissari per aver sorpassato la linea che demarca la corsia dei box, nel corso delle prove libere.

### Risultati
Nella prima sessione del venerdì si è avuta questa situazione:
| Pos | Nº | Pilota           | Costruttore             | Tempo    | Gap    | Giri |
| --- | -- | ---------------- | ----------------------- | -------- | ------ | ---- |
| 1   | 9  | Nico Rosberg     | Mercedes                | 1'24"781 |        | 14   |
| 2   | 10 | Lewis Hamilton   | Mercedes                | 1'25"230 | +0"449 | 13   |
| 3   | 1  | Sebastian Vettel | Red Bull Racing-Renault | 1'25"387 | +0"606 | 17   |

Nella seconda sessione del venerdì si è avuta questa situazione:
| Pos | Nº | Pilota           | Costruttore             | Tempo    | Gap    | Giri |
| --- | -- | ---------------- | ----------------------- | -------- | ------ | ---- |
| 1   | 9  | Nico Rosberg     | Mercedes                | 1'27"306 |        | 12   |
| 2   | 1  | Sebastian Vettel | Red Bull Racing-Renault | 1'27"531 | +0"225 | 10   |
| 3   | 2  | Mark Webber      | Red Bull Racing-Renault | 1'27"592 | +0"286 | 18   |

Nella sessione del sabato mattina si è avuta questa situazione:
| Pos | Nº | Pilota            | Costruttore             | Tempo    | Gap    | Giri |
| --- | -- | ----------------- | ----------------------- | -------- | ------ | ---- |
| 1   | 2  | Mark Webber       | Red Bull Racing-Renault | 1'27"891 |        | 5    |
| 2   | 8  | Romain Grosjean   | Lotus-Renault           | 1'28"195 | +0"304 | 5    |
| 3   | 7  | Heikki Kovalainen | Lotus-Renault           | 1'28"595 | +0"704 | 6    |

## Qualifiche

### Resoconto
Le condizioni meteorologiche migliorano rispetto alla mattina tanto che, all'inizio delle qualifiche, tutti i piloti optano per gomme intermedie. Il più veloce della prima fase è stato Lewis Hamilton, della Mercedes, che ha preceduto Sebastian Vettel e Nico Rosberg. Il pilota della Sauber Esteban Gutiérrez ha compiuto ben 14 giri nel corso della sessione, ma non è riuscito a qualificarsi per la Q2: assieme al messicano, sono stati eliminati anche Pastor Maldonado, e i piloti della Caterham e della Marussia.
Anche nella seconda fase i corridori utilizzano gomme intermedie. Il tempo migliore è fatto segnare da Romain Grosjean, che precede Vettel e Fernando Alonso. Negli ultimi istanti della stessa, Sergio Pérez, è autore di un'uscita di pista, che lo porta a sbattere contro le barriere. La sessione è stata così interrotta con bandiere rosse. Il messicano non si è qualificato per la fase decisiva, come il compagno di scuderia Jenson Button, poi Heikki Kovalainen, le due Force India e Valtteri Bottas.
L'inizio della terza, e decisiva fase, è stato fatto slittare, di circa mezz'ora, per le avverse condizioni meteo, a causa della pioggia aumentata nuovamente. Molti piloti, però, già al termine del primo giro di lancio, si sono riportati ai box per montare le gomme intermedie. Nella Q3 si è portato in testa inizialmente Mark Webber ma, già al primo tentativo, Sebastian Vettel ha ottenuto un tempo imbattibile per gli altri piloti. Per il tedesco si tratta della pole position numero 45, la nona della stagione. La prima fila è stata conquistata da Nico Rosberg, che ha preceduto Fernando Alonso.

### Risultati
Nella sessione di qualifica si è avuta questa situazione:
| Pos                         | Nº | Pilota              | Costruttore             | Q1       | Q2       | Q3       | Griglia |
| --------------------------- | -- | ------------------- | ----------------------- | -------- | -------- | -------- | ------- |
| 1                           | 1  | Sebastian Vettel    | Red Bull Racing-Renault | 1'25"381 | 1'26"420 | 1'26"479 | 1       |
| 2                           | 9  | Nico Rosberg        | Mercedes                | 1'25"556 | 1'26"626 | 1'27"102 | 2       |
| 3                           | 3  | Fernando Alonso     | Ferrari                 | 1'26"656 | 1'26"590 | 1'27"539 | 3       |
| 4                           | 2  | Mark Webber         | Red Bull Racing-Renault | 1'26"689 | 1'26"963 | 1'27"572 | 4       |
| 5                           | 10 | Lewis Hamilton      | Mercedes                | 1'25"342 | 1'26"698 | 1'27"677 | 5       |
| 6                           | 8  | Romain Grosjean     | Lotus-Renault           | 1'26"453 | 1'26"161 | 1'27"737 | 6       |
| 7                           | 19 | Daniel Ricciardo    | STR-Ferrari             | 1'27"209 | 1'27"078 | 1'28"052 | 7       |
| 8                           | 18 | Jean-Éric Vergne    | STR-Ferrari             | 1'27"124 | 1'27"363 | 1'28"081 | 8       |
| 9                           | 4  | Felipe Massa        | Ferrari                 | 1'26"817 | 1'27"049 | 1'28"109 | 9       |
| 10                          | 11 | Nico Hülkenberg     | Sauber-Ferrari          | 1'26"071 | 1'27"441 | 1'29"582 | 10      |
| 11                          | 7  | Heikki Kovalainen   | Lotus-Renault           | 1'26"266 | 1'27"456 | N.D.     | 11      |
| 12                          | 14 | Paul di Resta       | Force India-Mercedes    | 1'26"275 | 1'27"798 | N.D.     | 12      |
| 13                          | 17 | Valtteri Bottas     | Williams-Renault        | 1'26"790 | 1'27"954 | N.D.     | 13      |
| 14                          | 6  | Sergio Pérez        | McLaren-Mercedes        | 1'26"741 | 1'28"269 | N.D.     | 19      |
| 15                          | 5  | Jenson Button       | McLaren-Mercedes        | 1'26"398 | 1'28"308 | N.D.     | 14      |
| 16                          | 15 | Adrian Sutil        | Force India-Mercedes    | 1'26"874 | 1'28"586 | N.D.     | 15      |
| 17                          | 16 | Pastor Maldonado    | Williams-Renault        | 1'27"367 | N.D.     | N.D.     | 16      |
| 18                          | 12 | Esteban Gutiérrez   | Sauber-Ferrari          | 1'27"445 | N.D.     | N.D.     | 17      |
| 19                          | 20 | Charles Pic         | Caterham-Renault        | 1'27"843 | N.D.     | N.D.     | 18      |
| 20                          | 21 | Giedo van der Garde | Caterham-Renault        | 1'28"320 | N.D.     | N.D.     | 20      |
| 21                          | 22 | Jules Bianchi       | Marussia-Cosworth       | 1'28"366 | N.D.     | N.D.     | 21      |
| 22                          | 23 | Max Chilton         | Marussia-Cosworth       | 1'28"950 | N.D.     | N.D.     | 22      |
| Tempo limite 107%: 1'31"315 |    |                     |                         |          |          |          |         |

Con i tempi in grassetto sono visualizzate le migliori prestazioni in Q1, Q2 e Q3.

## Gara

### Resoconto
Al via Nico Rosberg passa subito a condurre, anche se Sebastian Vettel è in grado, già alla fine del primo giro, di riprendere il comando della gara. Terzo è Lewis Hamilton che però resiste a Fernando Alonso solo fino al secondo giro. Lo spagnolo attacca, con successo, l'inglese alla fine del rettilineo dei box. Seguono poi Mark Webber, Felipe Massa, Nico Hülkenberg, Romain Grosjean e Daniel Ricciardo. Sempre nel corso del secondo giro Hamilton è passato anche da Webber.
Al terzo giro termina la gara per Grosjean, che vede esplodere il suo motore alla Subida do Boxes. Un giro dopo Alonso s'insedia in seconda posizione, passando anche Rosberg. Il tedesco, al giro 7, perde ancora una posizione, in favore di Webber. Nelle retrovie si fa largo Jenson Button, partito quattordicesimo, ma con una vettura con assetto da asciutto. L'inglese, già al giro 8, è ottavo.
Al giro 13, sempre lungo il rettilineo dei box, Webber prende la scia ad Alonso e lo passa alla staccata. Un giro dopo Button è settimo, dopo aver sorpassato anche Hülkenberg. Le difficoltà delle Mercedes con gli pneumatici sono evidenti, tanto che Rosberg è passato da Massa, per il quinto posto, al giro 15. Cinque giri dopo il brasiliano è il primo, tra i piloti di testa, a sostituire le gomme.
Al ventiduesimo giro tocca anche a Fernando Alonso e Lewis Hamilton: il britannico però riparte dietro Massa, che così ha conquistato una posizione ed è quarto, dietro al compagno di squadra. Due giri dopo va al cambio gomme anche Webber: i meccanici non sono precisi, e con un pit stop lungo cinque secondi, fanno rientrare in pista l'australiano dietro ad Alonso. Il cambio gomme di Vettel, invece, è senza problemi.
Mark Webber recupera però presto la posizione su Alonso mentre, più dietro, Massa e Hamilton sono in lotta per la quarta posizione. Il brasiliano della Ferrari è penalizzato con un drive through per aver tagliato due volte la linea che delimita l'accesso alla corsia dei box, in una zona ove non era permesso il transito. Dopo aver scontato la penalizzazione Massa scende all'ottavo posto. sale al quinto posto Jenson Button, che precede Nico Rosberg e Sergio Pérez.
Una debole pioggia fa la sua apparizione sul tracciato, ma l'intensità della stessa è così debole da non incidere sulla guida dei piloti. Al quarantasettesimo giro Valtteri Bottas tenta di sdoppiarsi rispetto a Lewis Hamilton: le due vetture però si toccano sulle gomme posteriori. Bottas esce di pista, ed è costretto al ritiro, mentre Hamilton, con una gomma dechappata, riesce a raggiungere i box.
I due piloti della Red Bull Racing vengono richiamati ai box, in attesa di un'eventuale entrata della safety car. I meccanici però dimenticano una gomma di Vettel che perde diversi secondi; anche Webber, giunto ormai al box, è costretto ad attendere che il team termini le operazioni di cambio gomme sulla vettura del tedesco.
Vettel e Webber mantengono il primo e secondo posto, con un distacco però ridotto nei confronti di Fernando Alonso. Hamilton è penalizzato con un drive through per l’incidente con Bottas, mentre Van Der Garde sconta la stessa penalità per aver ignorato le bandiere blu. Al giro 65 Maldonado va in testacoda alla "S" do Senna dopo essere venuto a contatto con Vergne.
La pioggia, attesa anche negli ultimi giri, non arriva, così la classifica rimane invariata, almeno nelle posizioni di vertice. Sebastian Vettel vince per la nona volta consecutiva, migliorando la sua striscia di vittorie consecutive. Il tedesco ha anche ottenuto la sua tredicesima vittoria stagionale, eguagliando anche in questo caso il record detenuto da Michael Schumacher, fatto segnare nel 2004. Mark Webber chiude la carriera in F1 con il suo 42° podio ed il suo 19º giro veloce.

### Risultati
I risultati del Gran Premio sono i seguenti:
| Pos | Nº | Pilota              | Costruttore             | Giri | Tempo/Ritiro              | Griglia | Punti |
| --- | -- | ------------------- | ----------------------- | ---- | ------------------------- | ------- | ----- |
| 1   | 1  | Sebastian Vettel    | Red Bull Racing-Renault | 71   | 1h32'36"300               | 1       | 25    |
| 2   | 2  | Mark Webber         | Red Bull Racing-Renault | 71   | +10"452                   | 4       | 18    |
| 3   | 3  | Fernando Alonso     | Ferrari                 | 71   | +18"913                   | 3       | 15    |
| 4   | 5  | Jenson Button       | McLaren-Mercedes        | 71   | +37"360                   | 14      | 12    |
| 5   | 9  | Nico Rosberg        | Mercedes                | 71   | +39"048                   | 2       | 10    |
| 6   | 6  | Sergio Pérez        | McLaren-Mercedes        | 71   | +44"051                   | 19      | 8     |
| 7   | 4  | Felipe Massa        | Ferrari                 | 71   | +49"110                   | 9       | 6     |
| 8   | 11 | Nico Hülkenberg     | Sauber-Ferrari          | 71   | +1'04"252                 | 10      | 4     |
| 9   | 10 | Lewis Hamilton      | Mercedes                | 71   | +1'12"903                 | 5       | 2     |
| 10  | 19 | Daniel Ricciardo    | STR-Ferrari             | 70   | +1 giro                   | 7       | 1     |
| 11  | 14 | Paul di Resta       | Force India-Mercedes    | 70   | +1 giro                   | 12      |       |
| 12  | 12 | Esteban Gutiérrez   | Sauber-Ferrari          | 70   | +1 giro                   | 17      |       |
| 13  | 15 | Adrian Sutil        | Force India-Mercedes    | 70   | +1 giro                   | 15      |       |
| 14  | 7  | Heikki Kovalainen   | Lotus-Renault           | 70   | +1 giro                   | 11      |       |
| 15  | 18 | Jean-Éric Vergne    | STR-Ferrari             | 70   | +1 giro                   | 8       |       |
| 16  | 16 | Pastor Maldonado    | Williams-Renault        | 70   | +1 giro                   | 16      |       |
| 17  | 22 | Jules Bianchi       | Marussia-Cosworth       | 69   | +2 giri                   | 21      |       |
| 18  | 21 | Giedo van der Garde | Caterham-Renault        | 69   | +2 giri                   | 20      |       |
| 19  | 23 | Max Chilton         | Marussia-Cosworth       | 69   | +2 giri                   | 22      |       |
| Rit | 20 | Charles Pic         | Caterham-Renault        | 58   | Prob. meccanico           | 18      |       |
| Rit | 17 | Valtteri Bottas     | Williams-Renault        | 45   | Collisione con L.Hamilton | 13      |       |
| Rit | 8  | Romain Grosjean     | Lotus-Renault           | 2    | Motore                    | 6       |       |

## Classifiche mondiali

### Piloti
| Pos | Pilota            | Punti |
| --- | ----------------- | ----- |
| 1   | Sebastian Vettel  | 397   |
| 2   | Fernando Alonso   | 242   |
| 3   | Mark Webber       | 199   |
| 4   | Lewis Hamilton    | 189   |
| 5   | Kimi Räikkönen    | 183   |
| 6   | Nico Rosberg      | 171   |
| 7   | Romain Grosjean   | 132   |
| 8   | Felipe Massa      | 112   |
| 9   | Jenson Button     | 73    |
| 10  | Nico Hülkenberg   | 51    |
| 11  | Sergio Pérez      | 49    |
| 12  | Paul di Resta     | 48    |
| 13  | Adrian Sutil      | 29    |
| 14  | Daniel Ricciardo  | 20    |
| 15  | Jean-Éric Vergne  | 13    |
| 16  | Esteban Gutiérrez | 6     |
| 17  | Valtteri Bottas   | 4     |
| 18  | Pastor Maldonado  | 1     |

### Costruttori
| Pos | Team                    | Punti |
| --- | ----------------------- | ----- |
| 1   | Red Bull Racing-Renault | 596   |
| 2   | Mercedes                | 360   |
| 3   | Ferrari                 | 354   |
| 4   | Lotus-Renault           | 315   |
| 5   | McLaren-Mercedes        | 122   |
| 6   | Force India-Mercedes    | 77    |
| 7   | Sauber-Ferrari          | 57    |
| 8   | STR-Ferrari             | 33    |
| 9   | Williams-Renault        | 5     |

## Decisioni della FIA
Al termine della gara, la FIA decide di non penalizzare il contatto avvenuto tra Pastor Maldonado e Jean-Éric Vergne al sessantacinquesimo giro.